# Антилопа джудже
Антилопата джудже (Neotragus pygmaeus) е вид бозайник от семейство Кухороги (Bovidae).

## Разпространение
Видът е разпространен в Гана, Гвинея, Кот д'Ивоар, Либерия и Сиера Леоне.